# Wybory do Rady Najwyższej ZSRR w 1937 roku

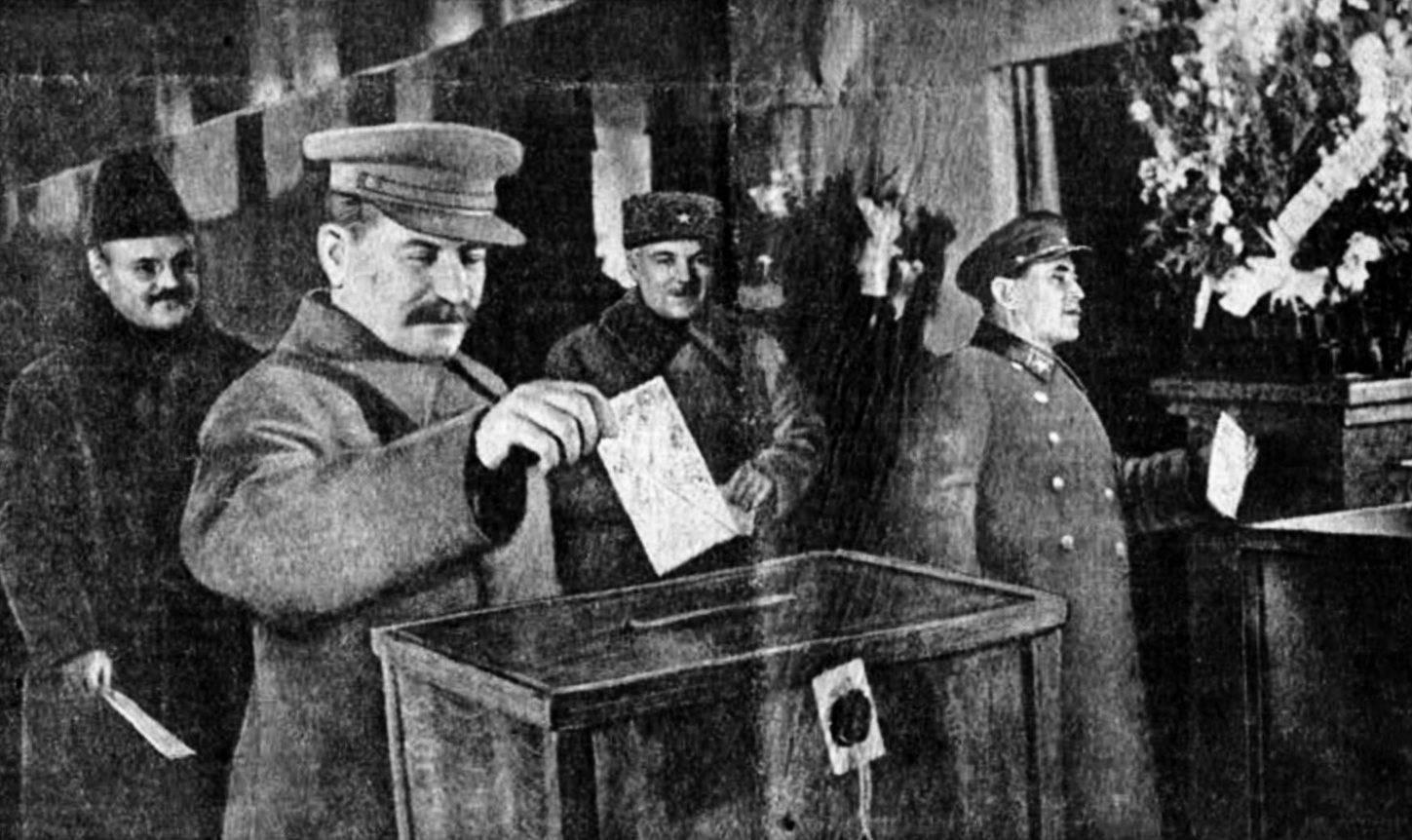
Wiaczesław Mołotow, Józef Stalin, Klimient Woroszyłow i Nikołaj Jeżow oddają głosy w wyborach

Wybory do Rady Najwyższej ZSRR w 1937 roku – przeprowadzone 12 grudnia 1937 roku wybory do Rady Najwyższej ZSRR, pierwsze od wprowadzenia konstytucji z 1936 roku, która zniosła poprzednie ciało ustawodawcze, Zjazd Rad ZSRR.
Rada Najwyższa składała się z dwóch izb, z których w każdej zasiadało 750 deputowanych. W Radzie Związku na każdego deputowanego przypadało 300 000 obywateli, a w Izbie Narodowości każda z republik była reprezentowana przez 32 deputowanych, każda autonomiczna republika przez 11, każdy obwód autonomiczny przez 5 i każdy okręg autonomiczny przez 1.
Wybory zostały ogłoszone początkowo jako wielopartyjne, jednak w połowie roku zapowiedź została odwołana z powodu wielkiego terroru. Jednak w tym wczesnym okresie liczba osób zgłaszających chęć kandydowania nie z list Wszechzwiązkowej Komunistycznej Partii (bolszewików) była znaczna. Kandydaci ci zostali aresztowani, a NKWD przeprowadziło masowe aresztowania tuż przed wyborami. Według radzieckiego prawa 3,5 miliona wyborców z 94,1 miliona uprawnionych było pozbawione praw wyborczych z różnych powodów. Z pozostałej ludności 3 025 006 nie głosowało. Wszechzwiązkowa Komunistyczna Partia (bolszewików) otrzymała 100% głosów i wszystkie miejsca w Radzie Najwyższej.